# Benjamin Flores, Jr.
Benjamin Flores, Jr. (* 23. Juli 2002 in Memphis, Tennessee), auch bekannt unter dem Pseudonym Lil’ P-Nut, ist ein US-amerikanischer Schauspieler und Rapper.

## Leben
Seine erste kleinere Rolle hatte er in einer Folge der Sitcom Are We There Yet?. Größere Bekanntheit erlangte er durch seine Rolle als Louie Preston in der Jugendserie Voll Vergeistert, die er von 2013 bis 2015 spielte. In dieser Rolle trat er auch in dem Crossover mit Die Thundermans auf. Seine ersten Filmrollen hatte er 2014 und 2015 in den Nickelodeon-Fernsehfilmen Mission Weihnachtsmann und One Crazy Cruise. Weiterhin ist er seit 2015 als Triple G in der von Dan Schneider entwickelten Serie Game Shakers – Jetzt geht’s App zu sehen.
Als Rapper tritt er unter dem Namen Lil’ P-Nut auf. Er war Gastmusiker in dem Lied All That von Cymphonique Miller.

## Filmografie
- 2010–2011: The Ellen DeGeneres Show (2 Folgen)
- 2011: Happy Feet 2 (Stimme von Atticus)
- 2011: Are We There Yet? (eine Folge)
- 2013–2015: Voll Vergeistert (The Haunted Hathaways, 48 Folgen)
- 2014: Die Thundermans (The Thundermans, Folge 2x05)
- 2014: Mission Weihnachtsmann (Santa Hunters, Fernsehfilm)
- 2015: Die Chaos-Kreuzfahrt (One Crazy Cruise, Fernsehfilm)
- 2015: Henry Danger (Folge 2x01)
- 2015–2019: Game Shakers – Jetzt geht’s App (Game Shakers)
- 2017: Transformers: The Last Knight
- 2017: Hey Arnold! Der Dschungelfilm (Hey Arnold! The Jungle Movie, Stimme)
- 2018: The Quest – Die Serie (The Librarians, Fernsehserie, 1 Folge)
- 2019: Rim of the World
- 2020–2023: Your Honor (Fernsehserie)
- 2020–2022: Jurassic World: Neue Abenteuer (Jurassic World: Camp Cretaceous, 8 Folgen)
- 2021: Fear Street – Teil 1: 1994 (Fear Street Part One: 1994)
- 2021: Fear Street – Teil 2: 1978 (Fear Street Part Two: 1978)
- 2021: Fear Street – Teil 3: 1666 (Fear Street Part Three: 1666)
- 2024: Jurassic World: Die Chaostheorie (eine Folge)

## Auszeichnungen und Nominierungen
| Jahr | Award                          | Kategorie                 | für              | Resultat  |
| ---- | ------------------------------ | ------------------------- | ---------------- | --------- |
| 2014 | Imagen Award                   | Favorite Young TV Actor   | Voll Vergeistert | Gewonnen  |
| 2014 | Nickelodeon Kids’ Choice Award | Lieblings-TV-Schauspieler | Voll Vergeistert | Nominiert |
| 2015 | Nickelodeon Kids’ Choice Award | Lieblings-TV-Schauspieler | Voll Vergeistert | Nominiert |
| 2017 | Nickelodeon Kids’ Choice Award | Lieblings-TV-Schauspieler | Game Shakers     | Nominiert |